# Skate.
"Skate." é um jogo eletrônico de skateboarding desenvolvido pela Electronic Arts para os consoles Xbox 360 e PlayStation 3. O jogo foi lançado nos Estados Unidos em 18 de setembro de 2007.

## Enredo
O jogo, se passa na cidade fictícia de San Vanelona, uma combinação de San Francisco, Vancouver e Barcelona. O protagonista do jogo(pode ser homem ou mulher) é atropelado por um ônibus na introdução, logo após isso, entra o editor de personagem, onde o jogador pode modificar tudo no personagem, boca, nariz, olhos, barba, cabelo, corpo etc.